# Zyklon
Zyklon – norweska grupa wykonująca muzykę z pogranicza black i death metalu. Powstała w 1998 roku z inicjatywy perkusisty Tryma Torsona i gitarzysty Tomasa "Samotha" Haugena, wówczas także członków zespołu Emperor. Skład uzupełnili wokalista Vidar "Daemon" Jensen i gitarzysta Thor "Destructhor" Myhren. W 2001 roku Jensena zastąpił Tony "Secthdamon" Ingebrigtsen, który objął także funkcję basisty. 
W odnowionym składzie kwartet rozpoczął prace nad debiutancki albumem. Płyta zatytułowana World ov Worms ukazała się 15 maja 2001 roku nakładem wytwórni muzycznej Candlelight Records. W 2003 roku ukazał się drugi album studyjny Zyklon pt. Aeon. W ramach promocji do utworów "Psyklon Aeon" i "Core Solution" zostały zrealizowane teledyski. W 2006 roku został wydany trzeci album formacji zatytułowany Disintegrate. 
W 2010 roku zespół został rozwiązany.

## Dyskografia
- World ov Worms (2001, Candlelight Records)
- Tyrants From the Abyss - A Tribute to Morbid Angel (2002, Empire Records)
- Zyklon / Red Harvest (Split z Red Harvest, 2003, Nocturnal Art Productions)
- Aeon (2003, Candlelight Records)[5]
- Disintegrate (2006, Candlelight Records)[6]
- Storm Detonation Live (2006, DVD, Candlelight Records)